# Monarca del paradís africà
El monarca del paradís africà (Terpsiphone viridis) és un ocell de la família dels monàrquids (Monarchidae).

## Hàbitat i distribució
Viu als clars del bosc, boscos i ciutats del Senegal, Gàmbia, Libèria i sud de Mali, cap a l'est, a través de Burkina Faso i sud de Níger, Camerun, República Centreafricana, i Sudan del Sud fins Etiòpia, Somàlia i sud d'Aràbia, cap al sud a la República Democràtica del Congo, Angola, oest d'Uganda i Tanzània, cap al sud (exceptuant les zones desèrtiques) fins al sud de Sud-àfrica.

## Taxonomia
Les relacions amb altres espècies del mateix gènere són complexes, hibridant amb algunes d'elles